# Барден, Леонард
Леонард Уильям Барден (англ. Leonard William Barden, род. 20 августа 1929, Кройдон) — английский шахматист, мастер. Также известен как шахматный журналист и организатор. Чемпион Великобритании 1954 г. (с А. Филлипсом). Победитель международных турниров в Пейнтоне (1952 г.) и Богнор-Риджисе (1954 г.). В составе сборной Англии участник четырех шахматных олимпиад (с 1952 по 1962 гг.).

## Биография
Родился в семье мусорщика. Окончил школу Уитгифт в Южном Кройдоне, потом — Баллиол-колледж Оксфордского университета. Изучал историю Нового времени.
Научился играть в шахматы в школьном бомбоубежище во время налётов люфтваффе. Первого успеха добился в 1946 году, когда выиграл юношеский чемпионат Великобритании по переписке. В том же году поделил 1—2 места с Джонатаном Пенроузом на чемпионате Великобритании среди школьников, но проиграл дополнительный матч.
Пик спортивных результатов Бардена приходится на 1950-е годы. В это время он одержал победы в международных турнирах, стал чемпионом и серебряным призером чемпионата Великобритании, чемпионом Великобритании по блицу (1953 год) и регулярно играл за национальную сборную (лучший результат — в 1962 году). Будучи капитаном команды Оксфордшира, Барден дважды побеждал в командном первенстве Великобритании. Также Барден не без успеха выступал на традиционных рождественских турнирах в Гастингсе.
В 1960 году Барден организовал консультационную партию, в которой он в паре с будущим чемпионом мира Робертом Фишером играл против Джонатана Пенроуза и Питера Кларка. После 8 часов игры судья экс-чемпион мира Макс Эйве присудил ничью. Это была единственная известная консультационная партия с участием Фишера.
В 1964 году Барден резко сократил количество турнирных выступлений и занялся спортивной журналистикой и организацией соревнований. Он внес огромный вклад в развитие и популяризацию шахмат в Англии. С именем Бардена связывается подъем английских шахмат в 1970—1980-х годах, когда появились новые английские гроссмейстеры Энтони Майлс, Реймонд Кин, Джон Нанн, Джонатан Спилмен, Майкл Стин, Найджел Шорт, Марри Чандлер и другие. Барден привлек в Британскую шахматную федерацию первых крупных спонсоров, в частности, компанию «Berry Bros. & Rudd».
В начале 1970-х годов Барден начал активно помогать талантливым юниорам. Он добился проведения молодежного чемпионата мира 1973 года в Тиссайде, чтобы оба лидера английской молодежи Майлс и Стин могли принять участие в соревновании. Майлс и Стин заняли 2 и 3-е места соответственно (победил Александр Белявский). Барден договорился с миллиардером Джимом Слейтером о назначении стипендий ведущим молодым шахматистам Англии (£5,000 для лидера и £2,000 для еще четырех спортсменов). В эти же годы Барден начал организовывать специальные турниры для молодых шахматистов.
В 1972 году Барден комментировал для BBC матч на первенство мира между Борисом Спасским и Робертом Фишером. С 1973 по 1978 год он вел на канале BBC-2 программу о шахматах «Master Game».
В 1977 году Барден организовал первый турнир «Lloyds Bank Masters», существовавший до 1994 года.
В 1980-х годах Барден менее активно участвовал в шахматной жизни Англии, поскольку был вынужден ухаживать за матерью, страдавшей болезнью Альцгеймера. Тем не менее, в это время он содействовал продвижению Майкла Адамса, а позже — Мэттью Садлера, Дейвида Хауэлла и Люка Макшейна.
Барден много лет вел шахматные колонки в газетах «The Guardian», «The Financial Times» (еженедельно) и «Evening Standard» (ежедневно). 54-летнее сотрудничество с газетой «The Guardian» является самым продолжительным в истории шахматной журналистики. Барден побил рекорд Джорджа Колтановского, который работал в газете «San Francisco Chronicle» 51 год, 9 месяцев и 18 дней (включая посмертные публикации статей).
Английский журналист Брайан Уолден в своей статье написал, что «Барден сделал для британских шахмат больше, чем кто-либо со времен Говарда Стаунтона».

## Книги
- A Guide to Chess Openings (1957),
- How Good Is Your Chess? (1957),
- Chess (1959),
- Introduction to Chess Moves and Tactics Simply Explained (1959),
- Modern Chess Miniatures (with Wolfgang Heidenfeld, 1960),
- Erevan 1962 (1963),
- The Ruy Lopez (1963),
- The Guardian Chess Book (1967),
- An Introduction to Chess (1967),
- The King's Indian Defence (1968),
- Chess: Master the Moves (1977),
- Guide to the Chess Openings (with Tim Harding, 1977),
- Leonard Barden's Chess Puzzle Book (1977) (a collection of his Evening Standard columns),
- The Master Game (with Jeremy James, 1979),
- How to Play the Endgame in Chess (1979),
- Play Better Chess (1980),
- Batsford Chess Puzzles (2002),
- One Move and You're Dead (with Erwin Brecher, 2007).[1][11][12]

## Спортивные результаты
| Год         | Город                                           | Соревнование                                            | + | − | = | Результат | Место  |
| ----------- | ----------------------------------------------- | ------------------------------------------------------- | - | - | - | --------- | ------ |
| 1946        | Юношеский чемпионат Великобритании по переписке | Юношеский чемпионат Великобритании по переписке         |   |   |   |           | 1      |
|             |                                                 | Чемпионат Великобритании среди школьников               |   |   |   |           | 1—2    |
| 1949        | Саутси                                          | Международный турнир                                    |   |   |   |           |        |
| 1950        | Саутси                                          | Международный турнир                                    |   |   |   |           |        |
| 1950 / 1951 | Гастингс                                        | Международный турнир                                    | 1 | 4 | 4 | 3 из 9    | 8      |
| 1951        | Оксфорд                                         | Международный турнир                                    | 0 | 1 | 4 | 2 из 5    | 5      |
| 1951 / 1952 | Гастингс                                        | Международный турнир                                    | 1 | 1 | 7 | 4½ из 9   | 4—6    |
| 1952        | Пейнтон                                         | Международный турнир                                    |   |   |   |           | 1      |
|             | Хельсинки                                       | X Олимпиада (сборная Англии, 4-я доска)                 | 2 | 4 | 5 | 4½ из 11  |        |
| 1953        | Гастингс                                        | Чемпионат Великобритании                                |   |   |   | 7 из 11   | 4—6    |
| 1954        | Ноттингем                                       | Чемпионат Великобритании                                |   |   |   |           | 1—2    |
|             | Амстердам                                       | XI Олимпиада (сборная Англии, 1-й запасной)             | 1 | 4 | 2 | 2 из 7    |        |
|             | Лондон                                          | Матч Великобритания — СССР (против М. Е. Тайманова)     | 0 | 2 | 0 | 0 из 2    |        |
|             | Богнор-Риджис                                   | Международный турнир                                    |   |   |   |           | 1—2    |
| 1955        | Аберистуит                                      | Чемпионат Великобритании                                |   |   |   |           | [ 21 ] |
| 1956        | Богнор-Риджис                                   | Международный турнир                                    |   |   |   |           |        |
| 1957        | Плимут                                          | Чемпионат Великобритании                                |   |   |   |           | [ 22 ] |
| 1957 / 1958 | Гастингс                                        | Международный турнир                                    |   |   |   | 5 из 9    | 4      |
| 1958        | Лимингтон                                       | Чемпионат Великобритании                                |   |   |   |           | 1—2    |
| 1958 / 1959 | Гастингс                                        | Международный турнир                                    | 0 | 7 | 2 | 1 из 9    | 10     |
| 1959        | Челтенхем                                       | Матч Великобритания — Нидерланды (против Н. Кортлевера) | 0 | 0 | 2 | 1 из 2    |        |
|             | Йорк                                            | Чемпионат Великобритании                                | 5 | 2 | 4 | 7 из 11   | 4—7    |
| 1960        | Биль                                            | Кубок Клары Бенедикт (сборная Англии)                   | 2 | 0 | 3 | 3½ из 5   |        |
|             | Лейпциг                                         | XIV Олимпиада (сборная Англии, 1-я запасной)            | 4 | 2 | 4 | 6 из 10   |        |
| 1960 / 1961 | Гастингс                                        | Международный турнир                                    | 3 | 3 | 3 | 4½ из 9   | 5—7    |
| 1961        | Лестер                                          | Международный турнир                                    | 2 | 1 | 2 | 3 из 5    | 3      |
| 1961 / 1962 | Гастингс                                        | Международный турнир                                    | 2 | 5 | 2 | 3 из 9    | 9      |
| 1962        | Варна                                           | XV Олимпиада (сборная Англии, 1-й запасной)             | 7 | 3 | 2 | 8 из 12   |        |
| 1963        | Бирмингем                                       | Матч Великобритания — Нидерланды (против К. Бергсмы)    | 0 | 0 | 2 | 1 из 2    |        |
| 1964        | Илфорд                                          | Полуфинал чемпионата Великобритании                     | 0 | 4 | 4 | 2 из 8    |        |
| 1972        | Барнстепл                                       | Опен-турнир                                             |   |   |   |           |        |